# John DeFries

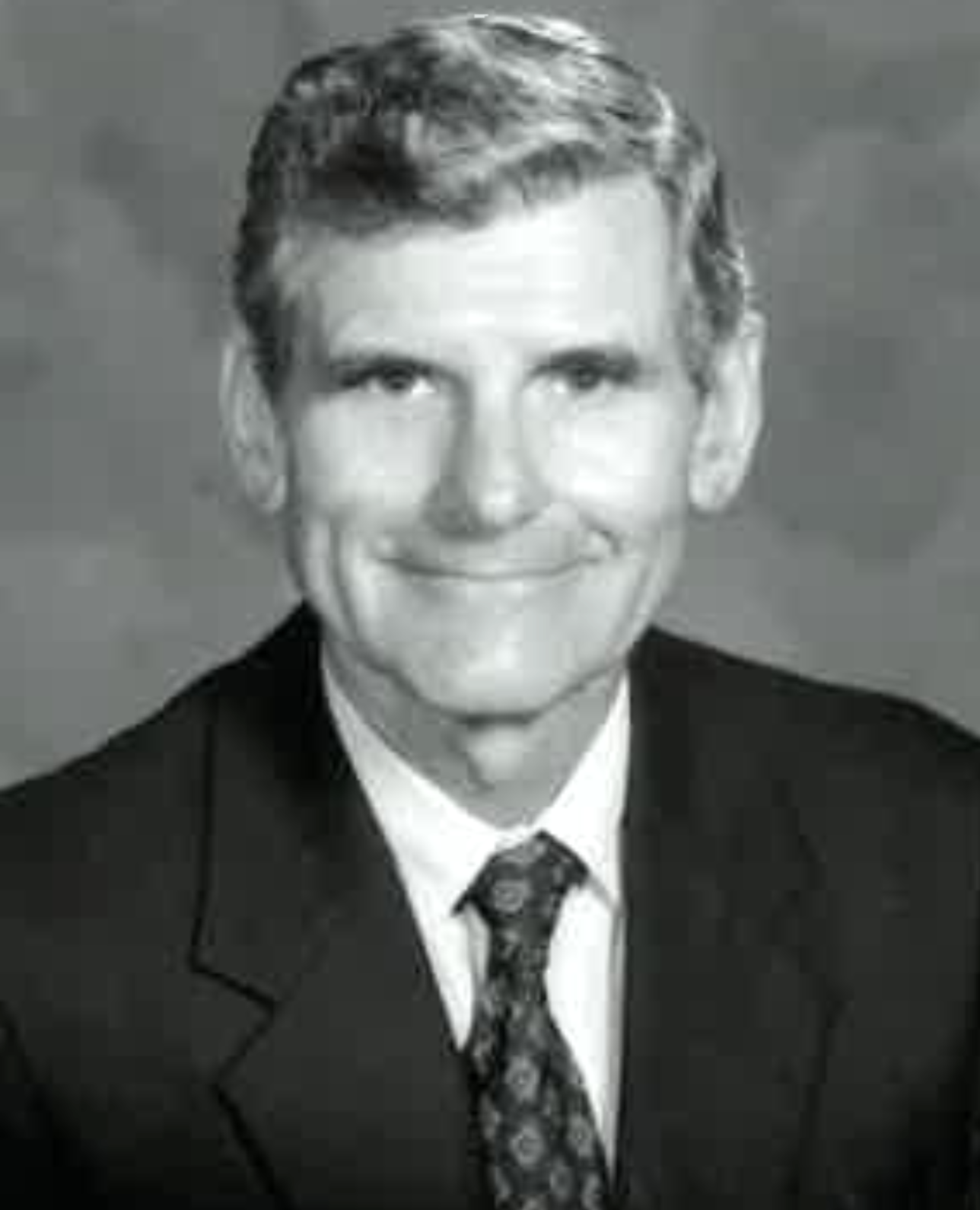
John DeFries

John C. DeFries (ur. 1934) – amerykański genetyk behawioralny. Pełnił funkcję przewodniczącego Behavior Genetics Association. Prowadził badania zarówno na ludziach, jak i na zwierzętach. 

## Badania na myszach
Przez kilkanaście lat DeFries w ramach badania naukowego prowadził selektywną hodowlę myszy. Kryterium hodowli stanowił poziom ich aktywności motorycznej, mierzony za pomocą długości przebytej drogi w otwartym polu. Hodowla objęła aż trzydzieści kolejnych pokoleń tych zwierząt, w ramach której uzyskano dwie radykalnie różniące się linie myszy: myszy aktywne i myszy bierne. Te pierwsze były aż trzydziestokrotnie bardziej aktywne motorycznie od tych drugich, co stanowiło dobitny dowód wkładu czynnika genetycznego w obserwowane różnice indywidualne pomiędzy myszami.

## Regresja DeFriesa-Fulkera
John DeFries wspólnie z Davidem Fulkerem zaproponowali nowy rodzaj wielorakiej analizy regresji zaprojektowany specjalnie na potrzeby prowadzonych przez nich badań. Badania te miały na celu oszacowanie wkładu czynnika genetycznego i środowiskowego w wariancję obserwowanych różnic indywidualnych porównywanych par bliźniąt. Od ich nazwisk nazywana jest ona regresją DeFriesa-Fulkera.

## Ważniejsze dzieła
- Introduction to behavioral genetics (1973) (współautor: G.E. McClearn)
- Origins of individual differences in infancy: The Colorado Adoption Project (1985) (współautor: R. Plomin)
- Nature and nurture during middle childhood (1994) (współautorzy: R. Plomin, D. W. Fulker)
- Behavioral genetics in the postgenomic era (2003) (współautorzy: R. Plomin, I. W. Craig, P. McGuffin)